# Antonio Bioni
Antonio Bioni (Venecia, 1698-Viena, 1739) fue un compositor y cantante italiano que desarrolló su obra en la primera mitad del siglo XVIII, perteneciendo por tanto al periodo del barroco tardío de la historia de la música.

## Biografía
Hijo de un sastre del barrio de Rialto, estudió música con Giovanni Porta y en 1720 debutó como cantante en Údine, para luego pasar a Chioggia, Ferrara, Venecia y Baden-Baden.

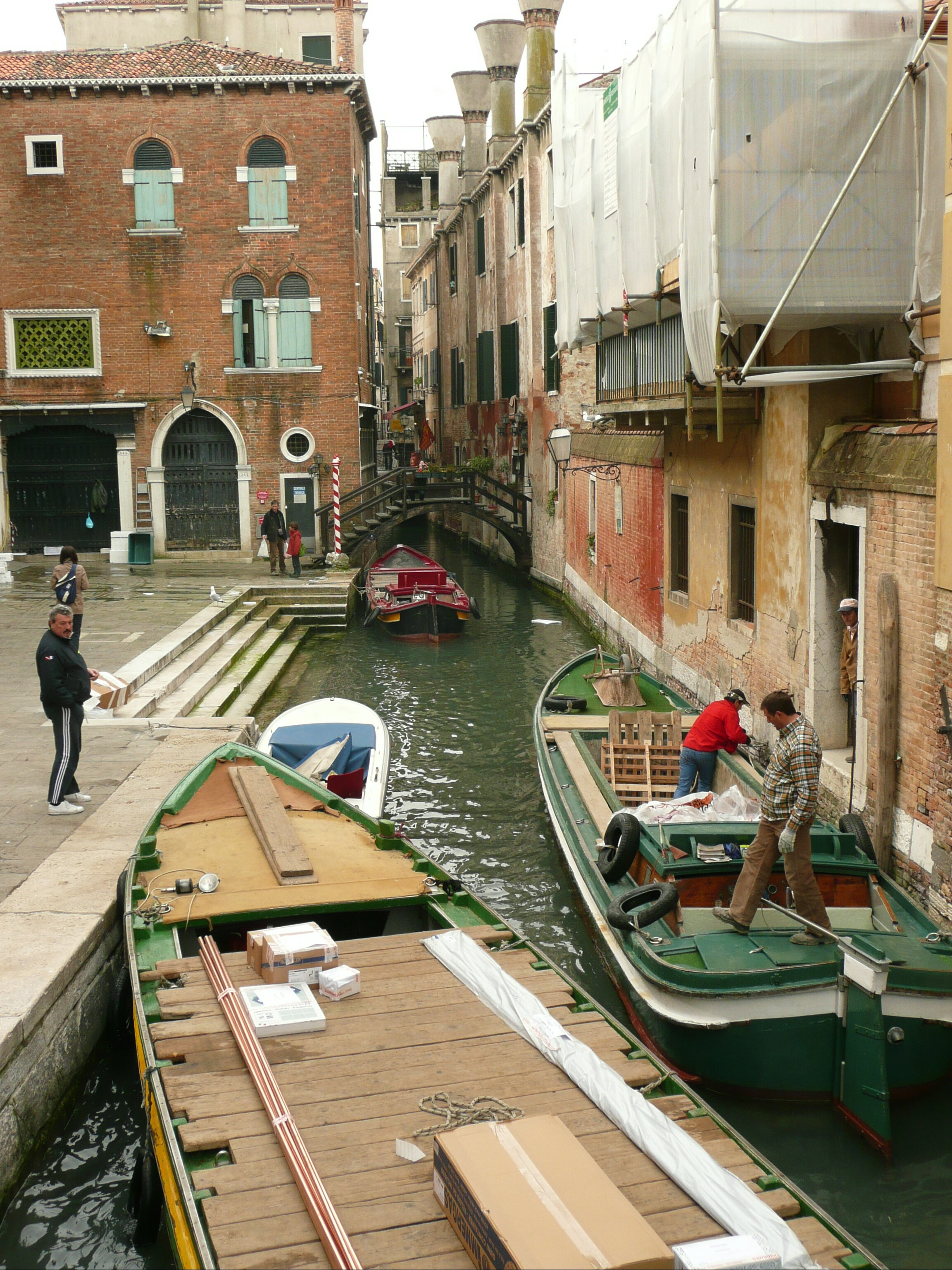
Canal en el barrio de Rialto, Venecia,lugar de nacimiento de Antonio Bioni

En 1724 se dirigió a Praga junto a la Peruzzi, donde presentó la ópera Orlando furioso, con motivo de la inauguración del Teatro Sporck el 23 de octubre del mismo año.
Hasta 1734 estrenó más de 24 óperas en Breslavia, así como en Praga.
Posteriormente se trasladó a Viena donde en 1738 estrenó la ópera Girita, y al año siguiente, la serenata La pace fra la virtù e la bellezza con versos de Pietro Metastasio, estando dedicada a la futura emperatriz María Teresa I de Austria.

## Consideraciones musicales
Es difícil construir un cuadro general de la obra de Bioni, dado las pocas composiciones que han llegado hasta nosotros, pero lo que está confirmado es que el compositor destacó fundamentalmente en el mundo de la ópera. Fue un compositor de talento muy apreciado por el público de su época, aunque también existen críticas negativas sobre él, como las de su colega y coetáneo Johann Mattheson. Bioni fue uno de los primeros compositores en difundir la ópera italiana en Alemania.

## Formas musicales

### Óperas
Anexo: Óperas de Antonio Bioni

### Óperas de dudosa autoría
- Climene (1721, Chioggia)
- Mitridate (1722, Ferrara)
- Cajo Mario (1722, Ferrara)
- Arsinoe (1728)
- Nissa ed Elpino (1728)

### Otras composiciones
- 1 misa en re mayor para 4 voces, 2 violines, viola y órgano.
- 1 Serenata, (Breslavia, 1732
- 3 canciones para voz solista e instrumentos.
- 2 dúos para dos voces y bajo continuo.
- 1 canción para voz solista, 2 violines, viola y órgano.
- 1 Obertura en re mayor.